# David Collins (governador)
O coronel David Collins (3 de março de 1756 – 24 de março de 1810) foi um administrador britânico das primeiras colônias australianas da Grã-Bretanha.
No primeiro assentamento europeu da Austrália em 1788, Collins foi o tenente-governador fundador da Colônia de Nova Gales do Sul. Em 1803, ele liderou a expedição para fundar o primeiro assentamento britânico de curta duração no que mais tarde se tornaria a Colônia de Vitória. Em 1804, Collins tornou-se o tenente-governador fundador da colônia da Terra de Van Diemen, que em 1901 se tornou o estado da Tasmânia.